# Referèndum constitucional de Luxemburg de 2015
El referèndum d'esmena constitucional de Luxemburg es va celebrar el 7 de juny de 2015. Tot i que aquest referèndum no era vinculant, el govern va afirmar que s'adheriria al resultat. En qualsevol cas, les tres propostes de canvis constitucionals proposades van ser rebutjades pels votants.

## Preguntes
Als votants se'ls van fer tres preguntes independents:
1. Rebaixar el límit d'edat per votar als 16 anys:
"Aprova la idea que els ciutadans de Luxemburg d'entre 16 i 18 anys haurien de tenir el dret de registrar-se a voluntat en llistes electorals amb l'objectiu de participar com a votants en les eleccions a la Cambra de Diputats, les eleccions europees, les eleccions municipals i en referèndums?"
2. Dret de vot dels estrangers:
"Aprova la idea que els residents sense nacionalitat luxemburguesa haurien de tenir el dret de registrar-se a voluntat en llistes electorals amb l'objectiu de participar com a votants en les eleccions a la Cambra de Diputats, amb la doble condició que hagin residit un mínim de deu anys a Luxemburg i que prèviament hagin participat en eleccions europees o municipals a Luxemburg?
3. Introducció d'un límit en els mandats:
"Aprova la idea de limitar a deu anys el període màxim durant el qual qualsevol persona pot formar part del govern (gabinet)?"

Hi havia una quarta pregunta, però que fou eliminada finalment per acord del govern luxemburguès amb representants religiosos el gener de 2015:
1. Aprova la idea que l'estat no hauria de tenir l'obligació de fer-se càrrec de les pensions dels ministres de les religions reconegudes?

## Resultats
| Pregunta                                  | A favor | A favor | En contra | En contra | Nuls/ En blancs | Total   | Votants registrats | Proporció |
| Pregunta                                  | Vots    | %       | Vots      | %         | Nuls/ En blancs | Total   | Votants registrats | Proporció |
| ----------------------------------------- | ------- | ------- | --------- | --------- | --------------- | ------- | ------------------ | --------- |
| Abaixar l'edat de vot als 16 anys         | 40,102  | 19.13   | 169,899   | 80.87     | 4,835           | 214,836 | 246,974            | 86.99     |
| Dret als estrangers a votar               | 46,031  | 21.98   | 163,362   | 78.02     | 5,443           | 214,836 | 246,974            | 86.99     |
| Introducció de límit temporal als mandats | 62,835  | 30.07   | 146,096   | 69.93     | 5,905           | 214,836 | 246,974            | 86.99     |
| Font: Govern de Luxemburg                 |         |         |           |           |                 |         |                    |           |